# Bolivia en los Juegos Olímpicos de Los Ángeles 1984
Bolivia estuvo representada en los Juegos Olímpicos de Los Ángeles 1984 por un total de 11 deportistas, 10 hombres y una mujer, que compitieron en 6 deportes.
El equipo olímpico boliviano no obtuvo ninguna medalla en estos Juegos.